# Michael Ranseder
Michael Ranseder (Antiesenhofen, 7 de abril de 1986) es un piloto de motociclismo austríaco, que corrió en el Campeonato del Mundo de Motociclismo desde 2004 hasta 2010.

## Biografía

### Principios
Su carrera comenzó en motocross para enlazar con carreras de velocidad en 2002. Tras lograr buenos resultados en el campeonato nacional alemán, obtuvo la wild card debutando en el Mundial a bordo de KTM en 2004 con motivo del Gran Premio de la República Checa y la segunda en GP de la Comunidad Valenciana. En 2005, volvió a participar en cuatro Grandes Premios (Cataluña, Países Bajos, Alemania y República Checa), todavía como la wild car, obteniendo 12 puntos.
En 2006, corrió su primera temporada completa en 125cc, en el equipo Red Bull KTM Junior con Stefan Bradl como compañero de equipo, sin conseguir puntos. Esta temporada se ve obligado a perderse el GP de Alemania debido a una lesión. El año siguiente cambió de escudería para liderar el equipo Derbi Ajo Motorsport, con su compañero de equipo Robert Mureşan. Al final de la temporada, terminó 12.º en la general después de ganar 73 puntos (con un séptimo lugar en China como mejor resultado).
Un nuevo cambio de moto per cambiar de categoría vino en el 2008, esta vez con Aprilia de World Wide Race, pero la cambió por un Haojue en 2009 hasta el retiro de la casa china de las competiciones. Hasta ese momento, el piloto austriaco había firmado un contrato con el equipo de CBC Corse con una Aprilia nuevamente hasta el final de la temporada. En 2008 tuvo como compañeros Andrea Iannone y Takaaki Nakagami y terminó la temporada en el puesto 23 con 22 puntos. Esa temporada se vio obligado a perderse los últimos tres GP debido a una lesión. En 2009, tuvo a Matthew Hoyle como compañero de equipo de Haojue, mientras que cuando se pasó al equipo CBC Corsea Aprilia tuvo como compañeros a Luca Vitali y Luca Marconi.
En 2010 se puso encima de una Yamaha YZF-R6 en el Campeonato Alemán de Supersport. En 2010, corre en la categoría Moto2 del Mundial en el Indianapolis, en el Vector Kiefer Racing con una Suter MMX para substituir a Vladimir Leonov. Esta temporada se ve obligado a perderse el GP de Aragón debido a una lesión. Obtiene 4 puntos.

## Resultados

### Por carrera
(Carreras en negrita indica pole position) (Carreras en cursiva indican vuelta rápida)
| Año  | Clase | Moto    | 1       | 2       | 3       | 4       | 5       | 6       | 7       | 8       | 9       | 10      | 11     | 12     | 13      | 14      | 15      | 16      | 17     | Pos | Pts  |
| ---- | ----- | ------- | ------- | ------- | ------- | ------- | ------- | ------- | ------- | ------- | ------- | ------- | ------ | ------ | ------- | ------- | ------- | ------- | ------ | --- | ---- |
| 2004 | 125cc | KTM     | RSA -   | SPA -   | FRA -   | ITA -   | CAT -   | NED -   | BRA -   | GER -   | GBR -   | CZE 16  | POR -  | JPN -  | QAT -   | MAL -   | AUS -   | VAL 18  |        | 0   | -    |
| 2005 | 125cc | KTM     | SPA -   | POR -   | CHN -   | FRA -   | ITA -   | CAT 12  | NED 12  | GBR -   | GER 12  | CZE Ret | JPN -  | MAL -  | QAT -   | AUS -   | TUR -   | VAL -   |        | 12  | 25.º |
| 2006 | 125cc | KTM     | SPA 20  | QAT Ret | TUR 26  | CHN 33  | FRA 16  | ITA Ret | CAT Ret | NED 22  | GBR 18  | GER -   | CZE 18 | MAL 20 | AUS 20  | JPN 23  | POR Ret | VAL 24  |        | 0   | -    |
| 2007 | 125cc | Derbi   | QAT 13  | SPA 9   | TUR 12  | CHN 7   | FRA 14  | ITA 11  | CAT 10  | GBR 20  | NED 9   | GER 10  | CZE 8  | RSM 10 | POR Ret | JPN 9   | AUS 22  | MAL Ret | VAL 13 | 73  | 12.º |
| 2008 | 125cc | Aprilia | QAT 15  | SPA 16  | POR 14  | CHN 7   | FRA Ret | ITA 15  | CAT 17  | GBR 12  | NED 14  | GER Ret | CZE 21 | RSM 13 | IND Ret | JPN Ret | AUS -   | MAL -   | VAL -  | 22  | 23.º |
| 2009 | 250cc | Haojue  | QAT Ret | JPN DNS | SPA DNS | FRA DNQ | ITA -   | CAT -   | NED -   |         |         |         |        |        |         |         |         |         |        | 9   | 25.º |
| 2009 | 250cc | Aprilia |         |         |         |         |         |         |         | GER Ret | GBR Ret | CZE 20  | IND 16 | RSM 11 | POR Ret | AUS 20  | MAL 12  | VAL Ret |        | 9   | 25.º |
| 2010 | Moto2 | Suter   | QAT -   | SPA -   | FRA -   | ITA -   | GBR -   | NED -   | CAT -   | GER -   | CZE -   | IND DNS | RSM 14 | ARA -  | JPN 20  | MAL 14  | AUS Ret | POR Ret | VAL 20 | 4   | 35.º |